# Blob (kulle i Antarktis)
Blob är en kulle i Antarktis. Den ligger i Västantarktis. Inget land gör anspråk på området.
Terrängen runt Blob är varierad. Trakten är obefolkad. Det finns inga samhällen i närheten.